# Соломон Манделькерн
Соломон Манделькерн (нар. 1846 р., м. Млинів, Дубенський повіт, Волинська губернія, Російська імперія - 1902 р., м. Відень, Австро-Угорська імперія) - єврейський письменник, перекладач (псевдонім Міндалофф), родом з України.

## Біографія
Отримав традиційне єврейське релігійне виховання. Рано втративши батька, в чотирнадцять років Соломон переїхав в Дубно, де дружив з хасидами і їздив до відомого цадика з Коцка і в той же час близько зійшовся з місцевими "маскилим", за допомогою яких ознайомився з європейськими мовами.
Після одруження поступив у Віленське рабинське училище, звідти перейшов в Житомирське. Вивчав східні мови у Петербурзькому університеті, де йому було присвоєно золоту медаль за твір про паралельні параграфи Біблії. У 1873 році він став помічником рабина в Одесі, де він першим виголосив проповіді по-російськи, також навчався в університеті. Ступінь доктора філософії набув у Йенському університеті.
Близько 1880 року він оселився в Лейпцигу і займався літературними роботами та викладанням. У 1900 році він відвідав Сполучені Штати; повернувся в Лейпциг у 1901 році і відвідав Відень, коли раптом захворів і помер в єврейській лікарні цього міста.

## Творчість
Ще живучи в Дубні, Соломон Манделькерн став співпрацювати з різними єврейськими видавництвами. Його біблійна поема «Бат Шева», яка з'явилась у 1866 році, звернула на себе увагу; маститий поет А. Лебенсон у вірші, вміщеному на чолі поеми, дарував похвали молодому автору. Не меншим успіхом користувався випущена того ж року збірка сатир і епіграм «Хіццім Шнунім». 
Створив ґрунтовну працю "Діврей Ємей Русія", історія Росії (Варшава, 1875, написана для Товариства сприяння культурі серед російських євреїв, за цю роботу царем був подарований перстень з діамантами), "Шірей Сфат Евер"  – єврейські вірші (2 тт., Лейпсіка, 1882 і 1889) та "Шірей Єшурун" – переклад «Єврейських мелодій» Байрона (1890).
Переїхавши в Лейпциг, Соломон Манделькерн видав два томи віршів "Schire Sefat Eber". He відрізняючись індивідуальністю в своїх віршах, автор прекрасно перекладав іноземних поетів. До найкращих його перекладів належать поема Гейне "Ієгуда Галеві", єврейська мелодія Байрона (Schire Jeschurun, 1890) і деякі вірші Лермонтова.
Капітальною працею Манделькерна, якій він присвятив 20 років неймовірної роботи, по праву вважається єврейсько-арамейська конкорданція "Hechal ha-Kodesch" (Veteris Testamenti Concordantie, 1896). Про величезному об'єму зусиль, витрачених на цей твір, свідчить той факт, що коректура книги тривала у Манделькерна цілих п'ять років. Цей твір, в якому Соломон письменник проявив як рідкісну працьовитість, так і значні філологічні знання, була дуже приязно прийнята єврейськими та християнськими вченими, і вона визнається найкращою конкорданцією за своєю точністю, так як в ній виправлені помилки і неточності, які вкрадались в інших конкорданціях, хоча вона, в свою чергу, не без недоліків.
Надмірна праця підломила розумові сили Манделькерна. Пробувши якийсь час у психіатричній лікарні, він приступив до написання іншого великого наукового твору, що залишився незавершеним, про різні варіанти біблійного тексту.
Соломон Манделькерн багато також перекладав на німецьку та російську мови. На німецьку мову перевів розповіді В. Короленка "Сліпий музикант" і "Иом Кіпур" і роман А. Мапу "Ahabath Zion" ( "Tamar", 1885. M. видав його за власний роман, не згадуючи імені автора). На німецькому ж мовою Соломон Манделькерн написав історію російської літератури. На російську мову перевів "Jewen Mezulah" Натана Гановера (Богдан Хмельницький, 1878), байки Лессінга (1885) і видав російсько-німецький кишеньковий словник (1896).
Як особистість, Соломон Манделькерн є роздвоєною натурою. Виявляючи в наукових дослідженнях незвичайну енергію і самовіддану працьовитість, він в житті проявив повну безхарактерність. Один з найкращих стилістів в єврейській літературі, поет і автор видатних наукових праць, він не вселяв поваги до своєї особистості.